# 俺は飛ばし屋/プロゴルファー・ギル2
『俺は飛ばし屋/プロゴルファー・ギル2』（英: Happy Gilmore 2）は、カイル・ニューアチェック監督、ティム・ハーリヒーとアダム・サンドラー脚本による2025年のアメリカのスポーツコメディ映画。『俺は飛ばし屋/プロゴルファー・ギル』（1996年）の28年ぶりの続編。

## キャスト
※括弧内は日本語吹替。
- ハッピー・ギルモア - アダム・サンドラー（森川智之）
- シューター・マクギャビン - クリストファー・マクドナルド（立木文彦）
- バージニア - ジュリー・ボーウェン（園崎未恵）
- フランク・マナティー - ベニー・サフディ（英語版）（村井雄治）
- オスカル・メヒアス - ベニート・アントニオ・マルティネス・オカシオ（柳晃平）
- ジョン・デーリー - ジョン・デーリー（大下昌之）
- ハル・L - ベン・スティラー（堀内賢雄）※スティラーは前作と『ヒュービーのハロウィーン』（2020年）で同役を演じている[4]。
- モニカ - ジャッキー・サンドラー
- シャーロット - セイディ・サンドラー（渡谷美帆）
- ヴィエナ - サニー・サンドラー（英語版）（國府咲月）: ハッピーの末っ子で唯一の娘
- ゴーディ - マックスウェル・ジェイコブ・フリードマン（小堀真生[5]）: ハッピーの長男
- ウェイン - イーサン・カトコスキー（英語版）: ハッピーの次男
- ボビー - フィリップ・ファイン・シュナイダー（原田翔平）: ハッピーの三男
- テリー - コナー・シェリー（田中光）: ハッピーの末息子
- ダグ・トンプソン - デニス・デューガン（佐々木薫）: プロゴルフツアーの責任者
- ゲイリー・ポッター - ケヴィン・ニーロン（平林剛）
- ビリー・ジェンキンス - ハーレイ・ジョエル・オスメント（山﨑健太郎）
- スリム・ピーターソン - ラヴェル・クロフォード（英語版）（山下タイキ）
- バーン - バーン・ルンドクイスト（松川裕輝）
- ウィル・ザラトリス - ウィル・ザラトリス（中村源太）
- ゲイリー・ポッター - ケヴィン・ニーロン（平林剛）
- ネイト - ジョン・ファーリー（佐々木祐介）
- マキシ大会の伝統的なツアー選手権を代表するチームのメンバー - ブライソン・デシャンボー / ブルックス・ケプカ / ローリー・マキロイ / スコッティ・シェフラー（いとうさとる）
- ハッピーの元キャディー - ウィル・ザラトリス（英語版）
- ジャッカス - エミネム
- エステバン - マルチェロ・エルナンデス（田中光）
- ケルシー - トラビス・ケルシー（村上裕哉）
- ハーリー - オリヴァー・ハドソン（藤田将利）
- エイトボール - レジー・ブッシュ（秋葉恭平）
- フレックス - ベッキー・リンチ（渡辺優里奈）
- ドラゴ・ラーソン - ボバン・マリヤノヴィッチ
- ラーソン夫人 - ジュディ・サンドラー
- ベン・ダゲット - ニック・スウォードソン
- 海岸に住むホームレス - ブレイク・クラーク

### カメオ出演
- パット - スティーブ・ブシェミ（栗田圭）
- ベッシー - キム・ウィットリー（新井笙子）
- サイモン先生 - ボビー・サイモンズ（大南友希）
- ネイト - ジョン・ファーリー
- シュタイナー - エリック・アンドレ
- フィッツィー - マーティン・ハーリヒー
- サリー - マーガレット・クアリー（山口立花子）
- DJオマール・ゴッシュ - オースティン・ポスト
- FBI捜査官 - スコット・メスカディ
- IRS職員 - ロバート・スミゲル
- 粋な男 - ジョン・ロヴィッツ
- ハッピーの空想の中で三輪車に乗る小人 - ロブ・シュナイダー
- パット・ダニエルズ - ダン・パトリック（英語版）（丸中康司）
- ゴルフコースの受付係 - ケルシー・プラム（英語版）
- ゴルフコースの受付係 - アンドリュー・ワット
- リー・トレビノ - リー・トレビノ（平林剛）

### アーカイブ映像
- ギルモアの祖母 - フランシス・ベイ
- チャッブス - カール・ウェザース（辻親八）
- ラーソン - リチャード・キール

日本語吹替版制作スタッフ
演出：加藤千里、翻訳：小寺陽子、調整：飯野絢平、録音：ギョン・イェジ／木村結香、制作進行：橘谷友紀／川瀬麗華、制作：グロービジョン

## 公開
2025年7月21日にニューヨーク市リンカーン・センターでプレミア上映された。2025年7月25日にNetflixで配信開始された。